# 瀬石温泉

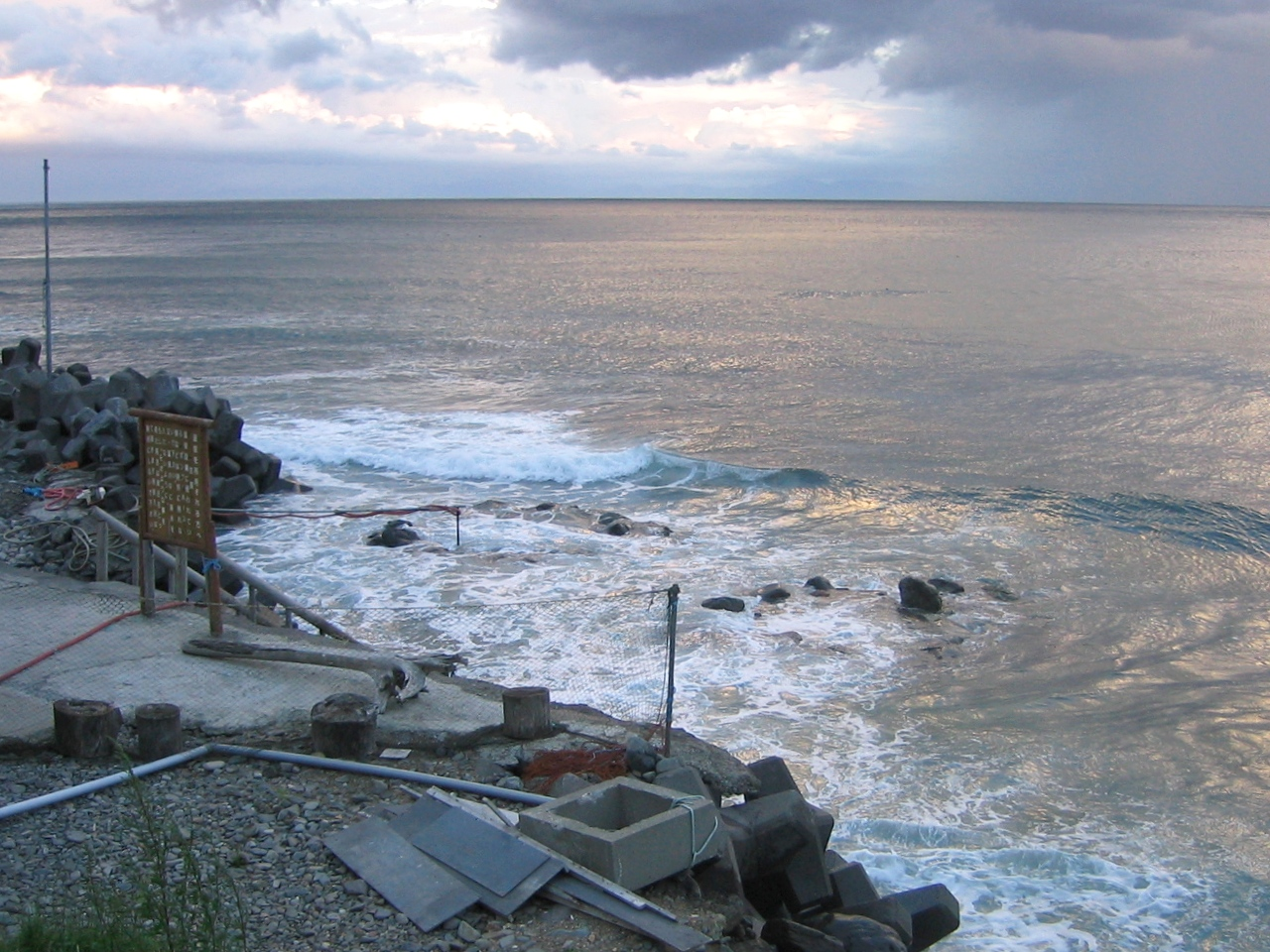
海没状態

瀬石温泉（せせきおんせん）とは、北海道目梨郡羅臼町瀬石にある温泉（野湯）。カタカナでセセキ温泉と表記する場合もある。海岸線の際にあり満潮時には海没することから、旅行者向けガイドブックやテレビ番組でしばしば取り上げられる。

## 名称の由来
アイヌ語の古語で温泉を意味する「セセㇰイ（sesek-i）」（熱い・所）に由来する。

## 泉質
ナトリウム塩化物泉。泉源は64度。新第三紀層の火山砕屑岩中の亀烈から噴出しており、陽イオンではナトリウムイオンを出し、陰イオンでは塩素イオンが多い塩化物泉(食塩泉)となる。潮汐に伴い海水の影響を受けるため、泉温は一定しない。

## 管理
濱澤水産（株式会社丸濱ワーク）が管理している野湯。温泉は私有地内にある。周辺には漁師の瀬石番屋があるのみ。入浴の際には、管理者に一言断りを入れる必要がある。入浴料は無料（募金箱あり）。水着を着用しての入浴可。
開湯期間は7月初旬〜9月中旬又は下旬。干潮時のみ入浴可能。おすすめの時間帯はお昼前後としている。入り口にはゲートが設置しており、ゲートが開いている時間帯のみ入浴できる。入浴時間は干潮時の清掃後に限られるため、日によって変わり問い合わせて欲しいとしている。
瀬石温泉の標柱が立った駐車場があり、駐車容量は10台程度。駐車場にトイレあり。近隣の空き地、海岸の砂利部分はコンブ干場になっており、車両の立ち入り・焚き火・キャンプは禁止されている。
管理上の負担
浴槽が海没するたび、毎日海藻等の除去、海水の汲み上げなどの清掃を行っている。知床半島の世界遺産登録後に観光客が激増しマナーが悪化するなど、管理上の負担は見かけ以上に大きい。このため、2006年には管理人が決まらず閉鎖寸前になった。現在は、濱澤水産（株式会社丸濱ワーク）が管理している。

## その他
『北の国から 2002 遺言』のロケ地としても使われた。

## アクセス
北海道道87号知床公園羅臼線を羅臼町市街地から北上、車で約20分（23km）。海側に大きな標柱を持つ駐車場が目印。